# Croesestraat
De Croesestraat is een straat in Utrecht in de wijk Rivierenwijk, die loopt van de Balijelaan tot de Jutfaseweg.
De straat werd aangelegd in 1905. Een deel van de huizen is gebouwd in 1912 door de Utrechtse Woning Maatschappij en heeft een specifieke stijl. Ze worden gekenmerkt door luifels voor de ramen in rood en witte driehoeken geschilderd. Aanvankelijk had de Croesestraat slechts de Amaliadwarsstraat als zijstraat. In 2007 is de zijstraat Jacob Westerbaenstraat aangelegd.
De Croesestraat is in feite het verlengde van de Croeselaan. Beide straten zijn vernoemd naar de familie Croes die in de 18e eeuw de steenbakkerij Groenendaal aan de Leidsevaart bezat.

## Trivia
In de Croesestraat 79 bevond zich vroeger het Organisch Chemisch Laboratorium en het Analytisch-Chemisch Laboratorium op nummer 77A maar beiden zijn gesloopt en vervangen door nieuwbouw.
Op de hoek van de Croesestraat en de Vondellaan stond de Dr. De Visserschool, in 1995 gesloopt en vervangen door nieuwbouw.

## Fotogalerij

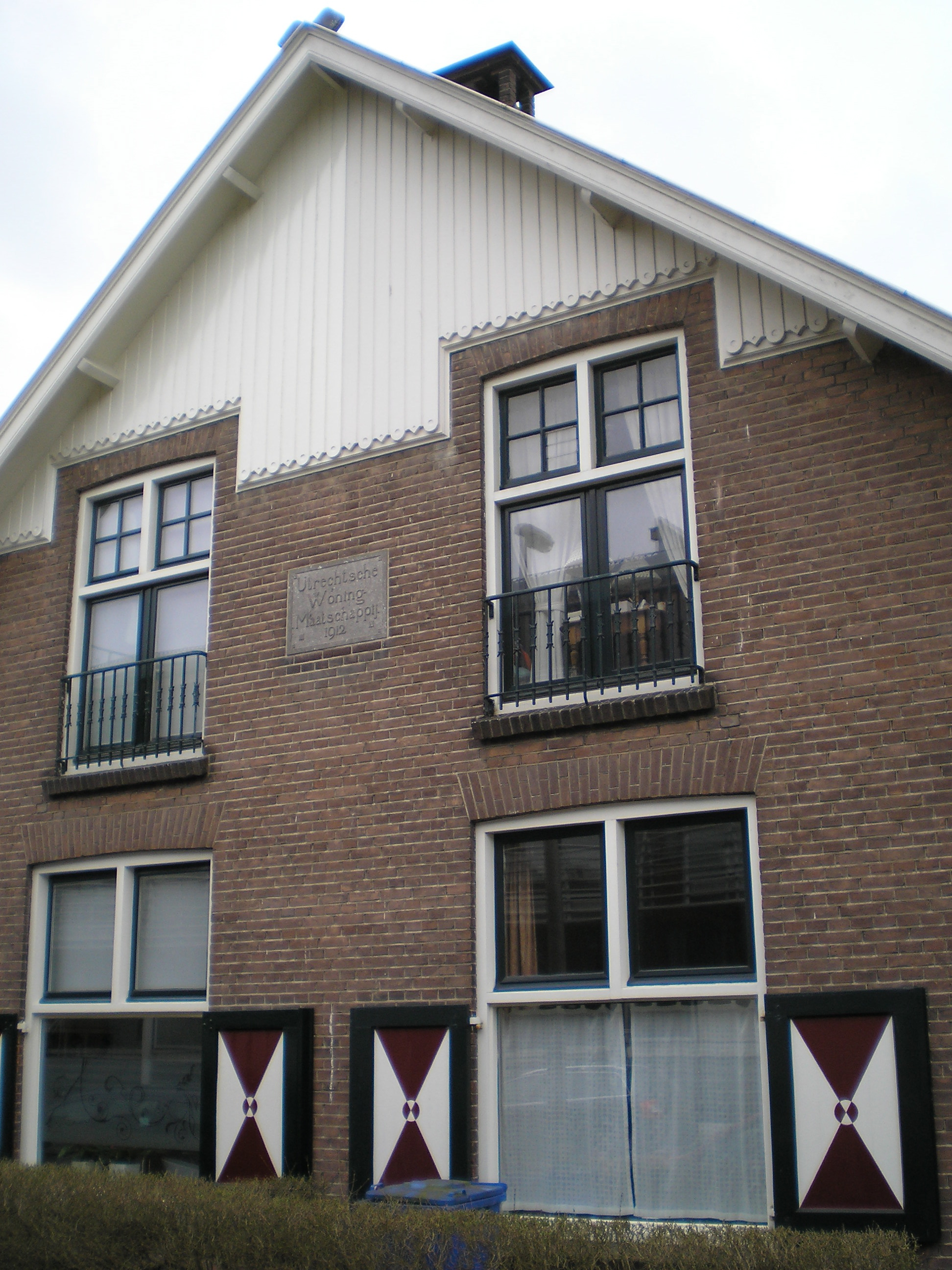
Huizen van de voormalige Utrechtse Woning Maatschappij (1912) aan de Croesestraat
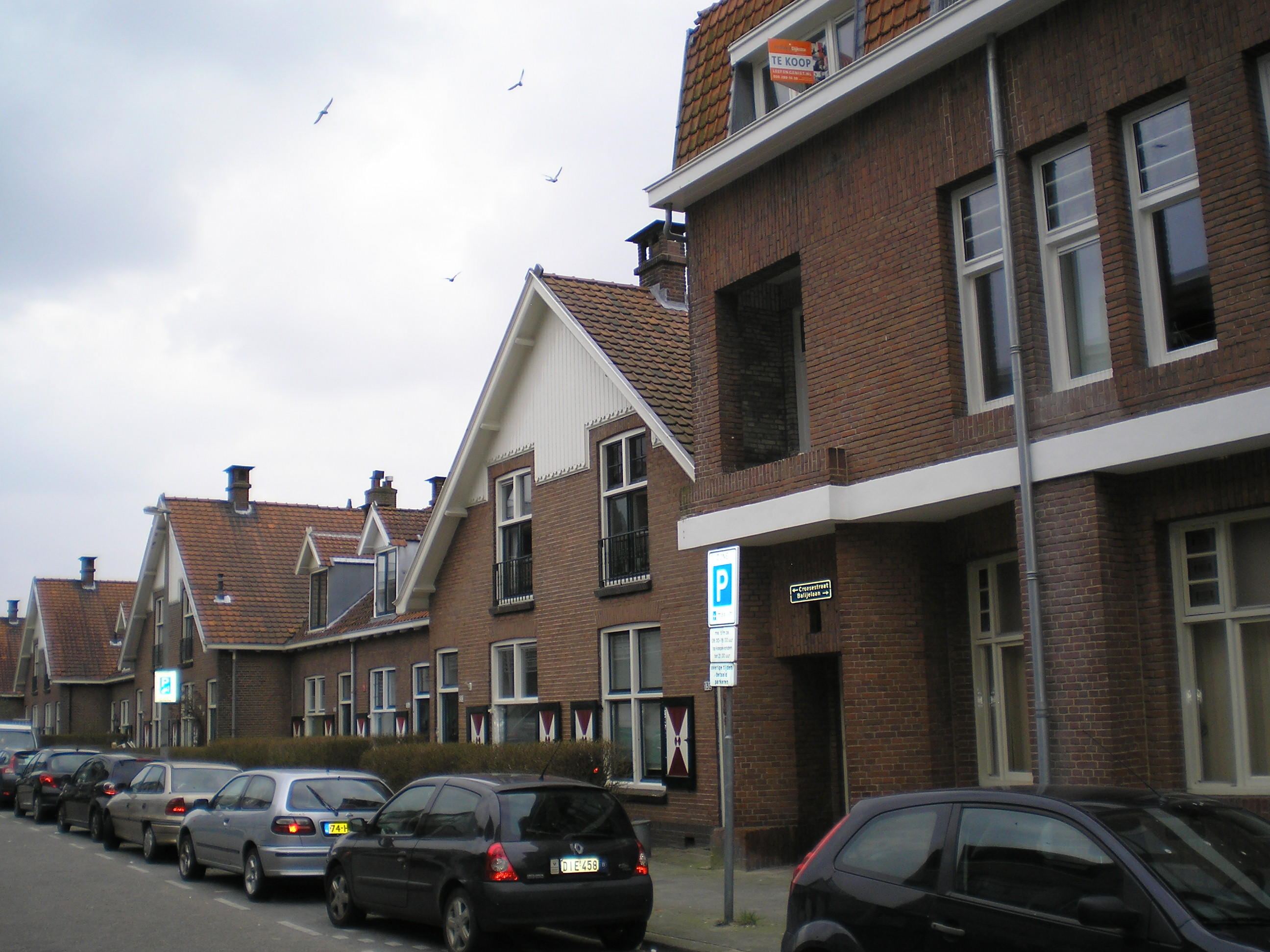
Rechts het gebouw van de voormalige gezondheidsdienst aan de Croesestraat